# UEFA Champions League 2009–10
UEFA Champions League 2009-10 là giải đấu bóng đá cao nhất ở cấp câu lạc bộ của châu Âu thứ 55 tính từ lần đầu khởi tranh và là giải thứ 18 theo thể thức và tên gọi mới UEFA Champions League. Đây cũng là năm áp dụng thể thức thi đấu mới so với những mùa giải trước. Trận chung kết sẽ được tổ chức tại sân vận động Santiago Bernabéu ở thủ đô Madrid của Tây Ban Nha vào ngày 22 tháng 5 năm 2010. Inter Milan là đương kim vô địch của giải.

## Thể thức thi đấu
Giải đấu này có tất cả 76 câu lạc bộ từ 52 liên đoàn thành viên UEFA tham dự (ngoại trừ Liechtenstein không tổ chức giải vô địch quốc gia nên không có đội bóng tham dự). Các quốc gia được xếp hạng dựa trên hệ số điểm của UEFA.

### Phân bổ suất tham dự
Dưới đây là cách phân bổ các suất tham dự giải đấu:
- Các liên đoàn hạng 1-3 (Anh, Tây Ban Nha và Ý) có 4 câu lạc bộ tham dự
- Các liên đoàn hạng 4-6 (Pháp, Đức và Nga) có 3 câu lạc bộ tham dự
- Các liên đoàn hạng 7-15 (România, Bồ Đào Nha, Hà Lan, Scotland, Thổ Nhĩ Kỳ, Ukraina, Bỉ, Hy Lạp và Séc) có 2 câu lạc bộ tham dự
- Các liên đoàn hạng 16-53 (trừ Liechtenstein) có 1 câu lạc bộ tham dự

### Thể thức thi đấu
Vị trí đương kim vô địch không sử dụng đến do đương kim vô địch Barcelona vào thẳng vòng đấu bảng với tư cách nhà vô địch La Liga. Do đó nhà vô địch của liên đoàn thứ 13 (Bỉ) vào thẳng vòng đấu bảng, nhà vô địch của liên đoàn thứ 16 (Thụy Sĩ) chuyển lên tham dự từ vòng loại thứ ba và hai nhà vô địch của các liên đoàn thứ 48 và 49 (Faroe và Luxembourg) được quyền tham dự từ vòng loại thứ hai.
Vòng loại đầu tiên (4 đội bóng)
- 4 câu lạc bộ vô địch quốc gia của các liên đoàn hạng 50-53

Vòng loại thứ hai (34 đội bóng)
- 2 câu lạc bộ vượt qua vòng loại thứ nhất
- 32 câu lạc bộ vô địch của các liên đoàn hạng 17-49 (trừ Liechtenstein)

Vòng loại thứ ba cho các câu lạc bộ vô địch (quốc gia) (20 đội bóng)
- 17 câu lạc bộ vượt qua vòng loại thứ hai
- 3 câu lạc bộ vô địch của các liên đoàn hạng 14-16

Vòng loại thứ ba cho các câu lạc bộ không vô địch (10 đội bóng)
- 9 câu lạc bộ á quân của các liên đoàn hạng 7-15
- Câu lạc bộ hạng ba liên đoàn hạng 6

Vòng loại cuối cùng cho các câu lạc bộ vô địch (10 đội bóng)
- 10 câu lạc bộ vượt qua vòng loại thứ ba (cho các câu lạc bộ vô địch)

Vòng loại cuối cùng cho các câu lạc bộ không vô địch quốc gia (10 đội bóng)
- 5 câu lạc bộ vượt qua vòng loại thứ ba (cho các câu lạc bộ không vô địch)
- 2 câu lạc bộ hạng ba của các liên đoàn hạng 4 và 5
- 3 câu lạc bộ hạng tư của các liên đoàn hạng 1-3

Vòng đấu bảng (32 đội bóng)
- 5 câu lạc bộ vượt qua vòng loại cuối cùng (cho các câu lạc bộ vô địch)
- 5 câu lạc bộ vượt qua vòng loại cuối cùng (cho các câu lạc bộ không vô địch)
- 13 câu lạc bộ vô địch của các liên đoàn hạng 1-13
- 6 câu lạc bộ hạng nhì của các liên đoàn hạng 1-6
- 3 câu lạc bộ hạng ba của các liên đoàn hạng 1-3

### Các câu lạc bộ
| Vòng đấu bảng       | Vòng đấu bảng | Vòng đấu bảng    | Vòng đấu bảng  |
| ------------------- | ------------- | ---------------- | -------------- |
| Manchester United   | Inter Milan   | Bayern München   | AZ             |
| Liverpool           | Milan         | Rubin Kazan      | Rangers        |
| Chelsea             | Juventus      | CSKA Moskva      | Beşiktaş       |
| BarcelonaVĐ         | Bordeaux      | Unirea Urziceni  | Dynamo Kyiv    |
| Real Madrid         | Marseille     | Porto            | Standard Liège |
| Sevilla             | Wolfsburg     |                  |                |
| Vòng loại cuối cùng |               |                  |                |
| Vô địch             | Không vô địch | Không vô địch    | Không vô địch  |
|                     | Arsenal       | Fiorentina       | Stuttgart      |
| Atlético Madrid     | Lyon          |                  |                |
| Vòng loại thứ ba    |               |                  |                |
| Vô địch             | Không vô địch | Không vô địch    | Không vô địch  |
| Olympiacos          | Dinamo Moskva | Celtic           | Anderlecht     |
| Slavia Prague       | Timişoara     | Sivasspor        | Panathinaikos  |
| Zürich              | Sporting CP   | Shakhtar Donetsk | Sparta Prague  |
|                     | Twente        |                  |                |
| Vòng loại thứ hai   |               |                  |                |
| Levski Sofia        | Wisła Kraków  | Ekranas          | Baku           |
| Stabæk              | Debrecen      | Sheriff Tiraspol | Tirana         |
| Copenhagen          | Dinamo Zagreb | Bohemians        | Pyunik         |
| Red Bull Salzburg   | APOEL         | Makedonija       | Aktobe         |
| Partizan            | Maribor       | FH               | Glentoran      |
| Maccabi Haifa       | Inter Turku   | WIT Georgia      | Rhyl           |
| Kalmar FF           | Ventspils     | BATE             | EB/Streymur    |
| Slovan Bratislava   | Zrinjski      | Levadia          | Dudelange      |
| Vòng loại thứ nhất  |               |                  |                |
| Hibernians          | Sant Julià    | Mogren           | Tre Fiori      |

VĐ Đương kim vô địch

## Lịch thi đấu và bốc thăm
Bảng dưới là lịch thi đấu và lịch bốc thăm của giải đấu này
| Giai đoạn           | Vòng đấu            | Ngày bốc thăm        | Lượt đi                                                        | Lượt về                                                        |
| ------------------- | ------------------- | -------------------- | -------------------------------------------------------------- | -------------------------------------------------------------- |
| Vòng sơ loại        | Vòng loại thứ nhất  | 22 tháng 6 năm 2009  | 30 tháng 6–1 tháng 7 năm 2009                                  | 7–8 tháng 7 năm 2009                                           |
| Vòng sơ loại        | Vòng loại thứ hai   | 22 tháng 6 năm 2009  | 14–15 tháng 7 năm 2009                                         | 21–22 tháng 7 năm 2009                                         |
| Vòng sơ loại        | Vòng loại thứ ba    | 17 tháng 7 năm 2009  | 28–29 tháng 7 năm 2009                                         | 4–5 tháng 8 năm 2009                                           |
| Vòng sơ loại        | Vòng loại cuối cùng | 7 tháng 8 năm 2009   | 18–19 tháng 8 năm 2009                                         | 25–26 tháng 8 năm 2009                                         |
| Vòng bảng           | Tuần 1              | 27 tháng 8 năm 2009  | 15–16 tháng 9 năm 2009                                         | 15–16 tháng 9 năm 2009                                         |
| Vòng bảng           | Tuần 2              | 27 tháng 8 năm 2009  | 29–30 tháng 9 năm 2009                                         | 29–30 tháng 9 năm 2009                                         |
| Vòng bảng           | Tuần 3              | 27 tháng 8 năm 2009  | 20–21 tháng 10 năm 2009                                        | 20–21 tháng 10 năm 2009                                        |
| Vòng bảng           | Tuần 4              | 27 tháng 8 năm 2009  | 3–4 tháng 11 năm 2009                                          | 3–4 tháng 11 năm 2009                                          |
| Vòng bảng           | Tuần 5              | 27 tháng 8 năm 2009  | 24–25 tháng 11 năm 2009                                        | 24–25 tháng 11 năm 2009                                        |
| Vòng bảng           | Tuần 6              | 27 tháng 8 năm 2009  | 8–9 tháng 12 năm 2009                                          | 8–9 tháng 12 năm 2009                                          |
| Vòng loại trực tiếp | Vòng loại thứ nhất  | 18 tháng 12 năm 2009 | 16–17 & 23–24 tháng 2 năm 2010                                 | 9–10 & 16–17 tháng 3 năm 2010                                  |
| Giai đoạn chung kết | Tứ kết              | 19 tháng 3 năm 2010  | 30–31 tháng 3 năm 2010                                         | 6–7 tháng 4 năm 2010                                           |
| Giai đoạn chung kết | Bán kết             | 19 tháng 3 năm 2010  | 20–21 tháng 4 năm 2010                                         | 27–28 tháng 4 năm 2010                                         |
| Giai đoạn chung kết | Chung kết           | 19 tháng 3 năm 2010  | 22 tháng 5 năm 2010 tại sân vận động Santiago Bernabéu, Madrid | 22 tháng 5 năm 2010 tại sân vận động Santiago Bernabéu, Madrid |

## Các vòng đấu loại
Trong hệ thống Champions League mới, vòng đấu loại sẽ chia ra làm hai nhánh. Một nhánh dành cho các câu lạc bộ vô địch quốc gia và nhánh còn lại là các câu lạc bộ không phải vô địch quốc gia nhưng giành được có quyền tham dự vòng loại. Việc phân nhánh này sẽ giúp cho các câu lạc bộ vô địch quốc gia ở những liên đoàn không mạnh có nhiều cơ hội lọt vào vòng đấu bảng Champions League hơn.
Ở cả hai nhánh, những đội bị loại ở vòng loại thứ ba sẽ xuống chơi ở vòng loại trực tiếp của UEFA Europa League, còn những đội bị loại ở vòng loại cuối cùng chơi ở vòng bảng của UEFA Europa League.

### Vòng loại thứ nhất
Lễ bốc thăm cho hai vòng loại đầu tiên tiến hành ngày 22 tháng 6 năm 2009 tại Nyon, Thuỵ Sĩ. Lượt đi vòng loại thứ nhất diễn ra trong hai ngày 30 tháng 6 và 1 tháng 7, lượt về diễn ra trong hai ngày 7 và 8 tháng 7 năm 2009.
| Đội 1      | TTS           | Đội 2      | Lượt đi | Lượt về |
| ---------- | ------------- | ---------- | ------- | ------- |
| Tre Fiori  | 2–2 (4–5 pen) | Sant Julià | 1–1     | 1–1     |
| Hibernians | 0–6           | Mogren     | 0–2     | 0–4     |

Không có đội hạt giống nào bị loại.

### Vòng loại thứ hai
Khi bốc thăm các câu lạc bộ được chia ra hai nhóm hạt giống và không hạt giống dựa trên Hệ số UEFA cho câu lạc bộ. Do lễ bốc thăm diễn ra trước vòng loại thứ nhất nên các đội xếp hạt giống với giả sử các đội hạt giống vòng thứ nhất chiến thắng. Lượt đi trong hai ngày 14 và 15 tháng 7, lượt về trong hai ngày 21 và 22 tháng 7 năm 2009.
5 đội hạt giống bị loại: Wisła Kraków, Kalmar FF, FH, Inter Turku và Ekranas.
Chiến thắng 8–0 của Partizan trước Rhyl ở lượt về lập kỉ lục là trận thắng cách biệt nhất từ khi có Champions League.
| Đội 1                    | TTS     | Đội 2             | Lượt đi | Lượt về |
| ------------------------ | ------- | ----------------- | ------- | ------- |
| Tirana                   | 1–5     | Stabæk            | 1–1     | 0–4     |
| WIT Georgia              | 1–3     | Maribor           | 0–0     | 1–3     |
| EB/Streymur              | 0–5     | APOEL             | 0–2     | 0–3     |
| Copenhagen               | 12–0    | Mogren            | 6–0     | 6–0     |
| Debrecen                 | 3–3 (a) | Kalmar FF         | 2–0     | 1–3     |
| Makedonija Gjorče Petrov | 0–4     | BATE              | 0–2     | 0–2     |
| FH                       | 0–6     | Aktobe            | 0–4     | 0–2     |
| Pyunik                   | 0–3     | Dinamo Zagreb     | 0–0     | 0–3     |
| Ventspils                | 6–1     | F91 Dudelange     | 3–0     | 3–1     |
| Ekranas                  | 4–6     | Baku              | 2–2     | 2–4     |
| Red Bull Salzburg        | 2–1     | Bohemians         | 1–1     | 1–0     |
| Zrinjski                 | 1–4     | Slovan Bratislava | 1–0     | 0–4     |
| Inter Turku              | 0–2     | Sheriff Tiraspol  | 0–1     | 0–1     |
| Rhyl                     | 0–12    | Partizan          | 0–4     | 0–8     |
| Wisła Kraków             | 1–2     | Levadia           | 1–1     | 0–1     |
| Levski Sofia             | 9–0     | Sant Julià        | 4–0     | 5–0     |
| Maccabi Haifa            | 10–0    | Glentoran         | 6–0     | 4–0     |

### Vòng loại thứ ba
Vòng loại thứ ba được tiến hành bốc thăm vào 1 tháng 8 năm 2008 tại Nyon, Thụy Sĩ. Lượt đi diễn ra trong hai ngày 12 và 13 tháng 8, lượt về diễn ra sau đó 2 tuần 26 và 27 tháng 8. Đội thắng trong các cặp đấu sẽ lọt vào vòng đấu bảng, trong khi đó đội thua chuyển sang thi đấu ở Cúp UEFA 2008-09, làm hạt giống ở vòng một.
| Đội 1                | TTS    | Đội 2              | Lượt đi | Lượt về  |
| -------------------- | ------ | ------------------ | ------- | -------- |
| Anorthosis Famagusta | 3–1    | Olympiakos         | 3–0     | 0–1      |
| Vitória Guimarães    | 1–2    | Basel              | 0–0     | 1–2      |
| Shakhtar Donetsk     | 5–1    | Dinamo Zagreb      | 2–0     | 3–1      |
| Schalke 04           | 1–4    | Atlético Madrid    | 1–0     | 0–4      |
| Aalborg BK           | 4–0    | Kaunas             | 2–0     | 2–0      |
| Barcelona            | 4–1    | Wisła Kraków       | 4–0     | 0–1      |
| Levski Sofia         | 1–2    | BATE               | 0–1     | 1–1      |
| Standard Liège       | 0–1    | Liverpool          | 0–0     | 0–1 (hp) |
| Partizan             | 3–4    | Fenerbahçe         | 2–2     | 1–2      |
| Twente               | 0–6    | Arsenal            | 0–2     | 0–4      |
| Spartak Moskva       | 2–8    | Dynamo Kyiv        | 1–4     | 1–4      |
| Juventus             | 5–1    | Artmedia Petržalka | 4–0     | 1–1      |
| Brann                | 1–3    | Marseille          | 0–1     | 1–2      |
| Fiorentina           | 2–0    | Slavia Praha       | 2–0     | 0–0      |
| Galatasaray          | 2–3    | Steaua Bucureşti   | 2–2     | 0–1      |
| Sparta Prague        | 1–3[C] | Panathinaikos      | 1–2     | 0–1      |

Giống hai vòng loại trước, ở vòng loại này các câu lạc bộ cũng được chia thành hai nhóm. Nhóm trên bao gồm 16 câu lạc bộ có thứ hạng UEFA cao hơn 61, nhóm dưới gồm các câu lạc bộ có thứ hạng thấp hơn hoặc không được xếp hạng. Tuy nhiên việc bốc thăm được tiến hành trước khi vòng loại thứ hai kết thúc. Do đó hai câu lạc bộ Kaunas và BATE được xếp ở nhóm trên, do thứ hạng của đội bóng đã bị họ loại cao hơn 61.
4 trong số 16 cặp đấu kết thúc bằng chiến thắng của đội ở nhóm dưới: Anorthosis Famagusta (hạng 193) thắng Olympiacos (hạng 44); BATE (không xếp hạng) thắng Levski Sofia (hạng 80); Atlético Madrid (hạng 67) thắng Schalke 04 (hạng 22) và Dynamo Kyiv (hạng 74) thắng Spartak Moskva (hạng 61).

## Vòng đấu bảng
Lễ bốc thăm vòng đấu bảng được tiến hành ngày 27 tháng 8 năm 2009 tại Grimaldi Forum, Monaco. 32 câu lạc bộ được chia vào 8 bảng, mỗi bảng 4 đội. Các câu lạc bộ được chia thành 4 nhóm để bốc thăm, dựa vào hệ số UEFA. Các câu lạc bộ cùng liên đoàn (quốc gia) không cùng bảng.

### Thể thức xếp hạng
Theo điều 4.05 trong quy định của UEFA mùa bóng này, nếu hai hay nhiều đội cùng điểm với nhau khi kết thúc vòng đấu bảng, các tiêu chí để xếp hạng theo thứ tự như sau:
1. Thành tích đối đầu trực tiếp giữa các đội
2. Hiệu số bàn thắng thua khi đối đầu trực tiếp
3. Bàn thắng sân khách khi đối đầu trực tiếp
4. Hiệu số bàn thắng thua trong bảng đấu
5. Bàn thắng ghi được trong bảng đấu
6. Hệ số UEFA cho câu lạc bộ, tính trong 5 mùa bóng

| Màu ký hiệu sử dụng trong bảng                                        |
| --------------------------------------------------------------------- |
| Đội bóng vượt qua vòng bảng, lọt vào vòng loại trực tiếp, tên in đậm  |
| Đội bóng bị loại vòng bảng, xuống chơi ở Cúp UEFA, tên in đậm nghiêng |
| Đội bóng bị loại vòng bảng, tên in nghiêng                            |

### Bảng A
| Đội            | St | T | H | B | Bt | Bb | Hs | Điểm |
| -------------- | -- | - | - | - | -- | -- | -- | ---- |
| Bordeaux       | 6  | 5 | 1 | 0 | 9  | 2  | +7 | 16   |
| Bayern München | 6  | 3 | 1 | 2 | 9  | 5  | +4 | 10   |
| Juventus       | 6  | 2 | 2 | 2 | 4  | 7  | −3 | 8    |
| Maccabi Haifa  | 6  | 0 | 0 | 6 | 0  | 8  | −8 | 0    |

|                | BAY | BOR | JUV | MHA |
| -------------- | --- | --- | --- | --- |
| Bayern München | –   | 0−2 | 0−0 | 1−0 |
| Bordeaux       | 2−1 | –   | 2−0 | 1−0 |
| Juventus       | 1−4 | 1−1 | –   | 1−0 |
| Maccabi Haifa  | 0−3 | 0−1 | 0−1 | –   |

### Bảng B
| Đội               | St | T | H | B | Bt | Bb | Hs | Điểm |
| ----------------- | -- | - | - | - | -- | -- | -- | ---- |
| Manchester United | 6  | 4 | 1 | 1 | 10 | 6  | +4 | 13   |
| CSKA Moskva       | 6  | 3 | 1 | 2 | 10 | 10 | 0  | 10   |
| Wolfsburg         | 6  | 2 | 1 | 3 | 9  | 8  | +1 | 7    |
| Beşiktaş          | 6  | 1 | 1 | 4 | 3  | 8  | −5 | 4    |

|                   | BJK | CSM | MAN | WOL |
| ----------------- | --- | --- | --- | --- |
| Beşiktaş          | –   | 1−2 | 0−1 | 0−3 |
| CSKA Moskva       | 2−1 | –   | 0−1 | 2−1 |
| Manchester United | 0−1 | 3−3 | –   | 2−1 |
| Wolfsburg         | 0−0 | 3−1 | 1−3 | –   |

### Bảng C
| Đội         | St | T | H | B | Bt | Bb | Hs | Điểm |
| ----------- | -- | - | - | - | -- | -- | -- | ---- |
| Real Madrid | 6  | 4 | 1 | 1 | 15 | 7  | +8 | 13   |
| AC Milan    | 6  | 2 | 3 | 1 | 8  | 7  | +1 | 9    |
| Marseille   | 6  | 2 | 1 | 3 | 10 | 10 | 0  | 7    |
| Zürich      | 6  | 1 | 1 | 4 | 5  | 14 | −9 | 4    |

|             | OM  | ACM | RM  | FCZ |
| ----------- | --- | --- | --- | --- |
| Marseille   | –   | 1−2 | 1-3 | 6−1 |
| AC Milan    | 1−1 | –   | 1−1 | 0−1 |
| Real Madrid | 3−0 | 2−3 | –   | 1−0 |
| Zürich      | 0−1 | 1-1 | 2−5 | –   |

### Bảng D
| Đội             | St | T | H | B | Bt | Bb | Hs | Điểm |
| --------------- | -- | - | - | - | -- | -- | -- | ---- |
| Chelsea         | 6  | 4 | 2 | 0 | 11 | 4  | +7 | 14   |
| Porto           | 6  | 4 | 0 | 2 | 8  | 3  | +5 | 12   |
| Atlético Madrid | 6  | 0 | 3 | 3 | 3  | 9  | –9 | 3    |
| APOEL           | 6  | 0 | 3 | 3 | 4  | 7  | –3 | 3    |

|                 | APO | ATL | CHL | POR |
| --------------- | --- | --- | --- | --- |
| APOEL           | –   | 1−1 | 0−1 | 0−1 |
| Atlético Madrid | 0−0 | –   | 2−2 | 0-3 |
| Chelsea         | 2-2 | 4−0 | –   | 1−0 |
| Porto           | 2−1 | 2−0 | 0−1 | –   |

### Bảng E
| Đội        | St | T | H | B | Bt | Bb | Hs  | Điểm |
| ---------- | -- | - | - | - | -- | -- | --- | ---- |
| Fiorentina | 6  | 5 | 0 | 1 | 14 | 7  | +7  | 15   |
| Lyon       | 6  | 4 | 1 | 1 | 12 | 3  | +9  | 13   |
| Liverpool  | 6  | 2 | 1 | 3 | 5  | 7  | −2  | 7    |
| Debrecen   | 6  | 0 | 0 | 6 | 5  | 19 | −14 | 0    |

|            | DEB | FIO | LIV | LYO |
| ---------- | --- | --- | --- | --- |
| Debrecen   | –   | 3−4 | 0−1 | 0−4 |
| Fiorentina | 5−2 | –   | 2−0 | 1−0 |
| Liverpool  | 1−0 | 1-2 | –   | 1−2 |
| Lyon       | 4-0 | 1−0 | 1−1 | –   |

### Bảng F
| Đội         | St | T | H | B | Bt | Bb | Hs | Điểm |
| ----------- | -- | - | - | - | -- | -- | -- | ---- |
| Barcelona   | 6  | 3 | 2 | 1 | 7  | 3  | +4 | 11   |
| Inter Milan | 6  | 2 | 3 | 1 | 7  | 6  | +1 | 9    |
| Rubin Kazan | 6  | 1 | 3 | 2 | 4  | 7  | −3 | 6    |
| Dynamo Kyiv | 6  | 1 | 2 | 3 | 7  | 9  | −2 | 5    |

|             | BAR | DK  | INT | RUB |
| ----------- | --- | --- | --- | --- |
| Barcelona   | –   | 2−0 | 2−0 | 1−2 |
| Dynamo Kyiv | 1-2 | –   | 1−2 | 3−1 |
| Inter Milan | 0−0 | 2−2 | –   | 2-0 |
| Rubin Kazan | 0−0 | 0−0 | 1−1 | –   |

### Bảng G
| Đội             | St | T | H | B | Bt | Bb | Hs | Điểm |
| --------------- | -- | - | - | - | -- | -- | -- | ---- |
| Sevilla         | 6  | 4 | 1 | 1 | 11 | 4  | +7 | 13   |
| Stuttgart       | 6  | 2 | 3 | 1 | 9  | 7  | +2 | 9    |
| Unirea Urziceni | 6  | 2 | 2 | 2 | 8  | 8  | 0  | 8    |
| Rangers         | 6  | 0 | 2 | 4 | 4  | 13 | −9 | 2    |

|                 | RAN | SEV | STU | UNI |
| --------------- | --- | --- | --- | --- |
| Rangers         | –   | 1−4 | 0−2 | 1−4 |
| Sevilla         | 1-0 | –   | 1−1 | 2−0 |
| Stuttgart       | 1−1 | 1−3 | –   | 3-1 |
| Unirea Urziceni | 1−1 | 1−0 | 1−1 | –   |

### Bảng H
| Đội            | St | T | H | B | Bt | Bb | Hs | Điểm |
| -------------- | -- | - | - | - | -- | -- | -- | ---- |
| Arsenal        | 6  | 4 | 1 | 1 | 12 | 5  | +7 | 13   |
| Olympiacos     | 6  | 3 | 1 | 2 | 4  | 5  | −1 | 10   |
| Standard Liège | 6  | 1 | 2 | 3 | 7  | 9  | −2 | 5    |
| AZ Alkmaar     | 6  | 0 | 4 | 2 | 4  | 8  | −4 | 4    |

|                | ARS | AZ  | OLY | STA |
| -------------- | --- | --- | --- | --- |
| Arsenal        | –   | 4−1 | 2−0 | 2−0 |
| AZ Alkmaar     | 1−1 | –   | 0−0 | 1−1 |
| Olympiacos     | 1-0 | 1−0 | –   | 2−1 |
| Standard Liège | 2−3 | 1-1 | 2−0 | –   |

## Vòng loại trực tiếp

### Vòng loại thứ nhất
Lễ bốc thăm cho vòng loại thứ nhất tiến hành ngày 18 tháng 12 năm 2009 tại trụ sở UEFA ở Nyon, Thuỵ Sĩ . Tám đội đứng đầu bảng ở vòng đấu bảng được thi đấu lượt về trên sân nhà. Hai đội cùng bảng hoặc cùng quốc gia thì không xếp cặp với nhau. Từ mùa giải này thì vòng loại thứ nhất tiến hành trong 4 tuần, thay vì 2 tuần như các năm trước. Lượt đi vào các ngày 16, 17, 23 và 24 tháng 2, lượt về vào 9, 10, 16 và 17 tháng 3 năm 2010.
| Đội 1          | TTS     | Đội 2             | Lượt đi | Lượt về |
| -------------- | ------- | ----------------- | ------- | ------- |
| Stuttgart      | 1-5     | Barcelona         | 1–1     | 0-4     |
| Olympiakos     | 1-3     | Bordeaux          | 0–1     | 1-2     |
| Inter Milan    | 3–1     | Chelsea           | 2–1     | 1–0     |
| Bayern München | 4–4 (a) | Fiorentina        | 2–1     | 2–3     |
| CSKA Moskva    | 3–2     | Sevilla           | 1–1     | 2–1     |
| Lyon           | 2–1     | Real Madrid       | 1–0     | 1–1     |
| Porto          | 2–6     | Arsenal           | 2–1     | 0–5     |
| Milan          | 2–7     | Manchester United | 2–3     | 0–4     |

### Tứ kết
Trận lượt đi sẽ diễn ra vào các ngày 30 và 31 tháng 3, trận lượt về diễn ra vào các ngày 6 và 7 tháng 4, năm 2010.
| Đội 1         | TTS     | Đội 2             | Lượt đi | Lượt về |
| ------------- | ------- | ----------------- | ------- | ------- |
| Lyon          | 3-2     | Bordeaux          | 3-1     | 0-1     |
| Bayern Munich | 4-4 (a) | Manchester United | 2-1     | 2-3     |
| Arsenal       | 3-6     | Barcelona         | 2-2     | 1-4     |
| Inter Milan   | 2-0     | CSKA Moscow       | 1-0     | 1-0     |

### Bán kết
Trận lượt đi sẽ diễn ra vào các ngày 20 và 21 tháng 4, trận lượt về diễn ra vào các ngày 27 và 28 tháng 4 năm 2010.
| Đội 1          | TTS | Đội 2     | Lượt đi | Lượt về |
| -------------- | --- | --------- | ------- | ------- |
| Bayern München | 4-0 | Lyon      | 1-0     | 3-0     |
| Inter Milan    | 3-2 | Barcelona | 3-1     | 0-1     |

## Chung kết
Trận chung kết UEFA Champions League 2009–10 đã được diễn ra trên sân vận động Santiago Bernabéu ở Madrid, Tây Ban Nha, vào 22 tháng 5, năm 2010. Đây là sân nhà của câu lạc bộ Real Madrid, tại đây cũng đã 3 lần tổ chức trận chung kết European Cup, vào các năm 1957, 1969 và 1980. Đây cũng là lần đầu tiên trận chung kết UEFA Champions League được tổ chức vào tối thứ Bảy.
| Bayern Munich | 0-2 | Inter Milan    |
| ------------- | --- | -------------- |
|               |     | Milito 35' 70' |

| Vô địch UEFA Champions League 2009–10 |
| ------------------------------------- |
| Ý                                     |
| Inter Milan Lần 3                     |

## Cầu thủ ghi bàn
Dưới đây là danh sách các cầu thủ ghi bàn hàng đầu của giải đấu (chỉ tính từ vòng đấu bảng).
| Thứ tự | Tên                | Câu lạc bộ        | Số bàn | Số trận | Thời gian (phút) |
| ------ | ------------------ | ----------------- | ------ | ------- | ---------------- |
| 1      | Lionel Messi       | Barcelona         | 8      | 11      | 1033'40"         |
| 2      | Cristiano Ronaldo  | Real Madrid       | 7      | 6       | 477'54"          |
| 2      | Ivica Olić         | Bayern Munich     | 7      | 9       | 647'35"          |
| 4      | Diego Milito       | Internazionale    | 6      | 10      | 874'39"          |
| 5      | Nicklas Bendtner   | Arsenal           | 5      | 5       | 461'19"          |
| 5      | Wayne Rooney       | Manchester United | 5      | 7       | 508'45"          |
| 5      | Marouane Chamakh   | Bordeaux          | 5      | 9       | 852'52"          |
| 8      | Michael Owen       | Manchester United | 4      | 6       | 293'14"          |
| 8      | Stevan Jovetić     | Fiorentina        | 4      | 4       | 302'35"          |
| 8      | Edin Džeko         | Wolfsburg         | 4      | 6       | 560'24"          |
| 8      | Arjen Robben       | Bayern Munich     | 4      | 9       | 623'28"          |
| 8      | Cesc Fàbregas      | Arsenal           | 4      | 7       | 633'43"          |
| 8      | Radamel Falcao     | Porto             | 4      | 8       | 660'53"          |
| 8      | Pedro Rodríguez    | Barcelona         | 4      | 9       | 677'56"          |
| 8      | Miralem Pjanić     | Lyon              | 4      | 12      | 780'45"          |
| 8      | Zlatan Ibrahimović | Barcelona         | 4      | 10      | 790'32"          |
| 8      | Miloš Krasić       | CSKA Moscow       | 4      | 9       | 812'12"          |

Nguồn: Danh sách cầu thủ ghi bàn của giải tính đến 23 tháng 5 năm 2010